# Perdita annexa
Perdita annexa är en biart som beskrevs av Timberlake 1960. Perdita annexa ingår i släktet Perdita och familjen grävbin. Inga underarter finns listade i Catalogue of Life.